# Люб'ятово (Печорський район)
Люб'ятово (рос. Любятово) — присілок в Печорському районі Псковської області Російської Федерації.
Населення становить 24 особи. Входить до складу муніципального утворення Лавровська волость.

## Історія
Від 2015 року входить до складу муніципального утворення Лавровська волость.

## Населення
| 2001 | 2002 | 2010 |
| ---- | ---- | ---- |
| 37   | ↘30  | ↘24  |